# Henri IV de Plauen
Henri IV de Plauen, burgrave de Meissen, né à Hartenstejn le 24 août 1510 et mort à Stadtsteinach le 19 mai 1554, est un noble allemand au service de Ferdinand Ier. Il est grand-chancelier de Bohême de 1542 à 1554.
Il est également seigneur de Plauen, Gera, Greiz, Schleiz et Lobenstein, ainsi que de Touzim, Hartenstejn, Engelsbourg, Luditz, Königswart et Petschau en Bohême.

## Biographie

### Origines familiales
Henri IV de Plauen est né au château d'Hartenstejn en Bohême, probablement le 24 août 1510. Il est le deuxième fils Henri III de Plauen (1453-1519) et de sa seconde épouse, Barbara d'Anhalt-Köthen (1483-1533).
Il a deux demi-sœurs issues du premier mariage de son père avec Mechthild de Schwarzbourg (1457-1492) : Margarete (1480-1531), mariée à Jaroslav II de Lobkowicz (1483-1529) ; et Ludmilla (1482-1541), religieuse à abbaye Saint-Georges de Leipzig.
Il a deux sœurs qui parviennent à l'âge adulte et deux frères qui meurent jeunes : Anna (1506-1548), abbesse de Gernrode ; Henri (1508-1515) ; Henri (1512-1518) ; et Margarete (1514-1555), mariée à Bohuslav Felix de Lobkowicz (1517-1583).
Il a également un frère bâtard, Henri (1500-1550), issu de la liaison de son père avec Margarete Pigkler.

### Jeunesse
Henri IV n'a que 8 ans lorsque son père meurt en 1519. C'est d'abord sa mère qui assure sa garde, mais après le remariage de cette dernière en 1521, il est confié à un tuteur, Zdenek de Rosenthal, grand-burgrave de Bohême. Il demeure au château d'Hartenstejn, qui lui est expressément donné par son père dans son testament du 27 février 1515.
En 1528, sa mère divorce de Jean de Kolowrat et reprend le titre de burgravine de Meissen. Elle quitte son château de Schönhof et s'installe dans celui de Stiedra en août 1529, malgré la proposition d'Henri de le rejoindre à Hartenstejn.

### Cour de Prague
Son tuteur l'emmène à la cour de Prague. Le 5 avril 1530, Ferdinand Ier réaffirme que le burgraviat de Meissen est un fief d'Henri IV, malgré l'occupation par la Saxe depuis la mort du dernier Meinheringer en 1426 et la renonciation opérée par son père en 1482 au profit d'Ernest de Wettin. Henri IV cherche à maintenir son statut, car la renonciation de 1482, sanctionnée par Frédéric III, prévoit qu'Henri III conserve non seulement le droit pour lui et ses descendants d'utiliser le titre de burgrave de Meissen, mais aussi et surtout la voix à la Diète d'Empire attachée à ce titre.
En 1530, Henri IV accompagne Ferdinand Ier en tant qu'échanson à la Diète d'Augsbourg. Le 19 septembre 1530, Charles Quint confirme son fief et son siège à la Diète. À l'été 1532, Henri IV épouse Marguerite de Salm-Neubourg. Le jeune couple s'installe au château d'Engelsbourg. Il convainc sa mère de les rejoindre, mais cette dernière meurt peu de temps après son retour.
Le domaine d'Henri IV se compose alors de quatre seigneuries : Touzim, Hartenstejn, Engelsbourg et Stiedra. En 1537, il achète la seigneurie de Luditz, qui constitue une enclave au sein de ses possessions. En juillet, il entame des négociations à Torgau avec les Reuss. Présidées par Jean-Frédéric Ier de Saxe, ces négociations aboutissent à un contrat d'héritage grâce auquel Henri IV doit hériter des seigneuries de Gera, Schleiz et Lobenstein si Henri XV de Gera meurt sans enfant. C'est ce qui arrive le 7 août 1550, permettant à Henri IV d'hériter de tous les biens de la branche de Gera. Dès lors, Henri IV possède une grande partie du Vogtland. Sa position est cependant contestée par les Reuss et son demi-frère bâtard, Henri.
Le 22 janvier 1542, Ferdinand Ier nomme Henri IV grand-chancelier de Bohême, conseiller du roi et trésorier.

### Guerre schmalkaldique
Henri IV joue un rôle clé dans le traité de Prague conclu le 14 octobre 1546 entre Charles Quint et Maurice de Saxe. En tant que grand-chancelier de Bohême, Henri IV prend part à la bataille de Muehlberg le 24 avril 1547 et à la capitulation de Wittemberg le 19 mai 1547, aux côtés de Ferdinand Ier et de son frère, Charles Quint, qui met fin à la guerre de Smalkalde. Il est également présent à Prague fin juin 1547, pour la tenue de la Diète de Bohême, durant laquelle Ferdinand Ier impose son pouvoir absolu à la noblesse tchèque.
Henri IV profite des confiscations : il récupère la seigneurie de Petschau, que son arrière-grand-père avait achetée en 1410 et que son père avait vendue en 1495 à Hans Pflugk de Rabenstein. Cependant, Ferdinand Ier ordonne la restitution de la seigneurie peu de temps après. En septembre 1547, les troupes d'Henri IV occupent le château de Greiz et chassent les Reuss.
Par un document de Charles Quint daté du 24 mai 1548, Henri IV est confirmé dans son titre de burgrave de Meissen. Le 21 janvier 1549, Ferdinand Ier accorde à Henri IV la souveraineté des seigneuries de Greiz et de Gera. Le 10 avril 1549, il rachète les amts de Plauen, Voigtsberg et Pausa, qui avaient été gagés. À l'été 1551, Henri IV se retire dans le Vogtland pour se consacrer à l'administration de ses terres. Il convoque les représentants des états qui se réunissent à Schleiz le 28 juillet 1551. Il établit un statthalter à Plauen qui est chargé du gouvernement du Vogtland. Le 8 septembre 1551, un tribunal ainsi qu'un corps de police sont installés à Greiz. Il réforme la fiscalité en mettant en place une taxe sur l'alcool.
En octobre 1551, il quitte le Vogtland pour se rendre d'abord à Prague puis à Vienne. Bien que catholique, il se montre tolérant envers les protestants. Il promeut l'Église évangélique et va même jusqu'à accepter la création d'une église de cette confession à Plauen en 1552.

### Guerre des Margraves

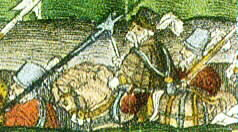
Henri IV de Plauen au siège d'Hof, gravure sur bois, Hans Glaser, 1553.

Le 15 mars 1552, Henri IV rencontre Maurice de Saxe à Leipzig pour préparer sa rencontre avec Ferdinand Ier à Linz, qui a lieu le 18 avril 1552. Les points qui y sont négociés forment la base de la paix de Passau conclue le 22 juillet 1552. Henri IV est chargé par Ferdinand Ier de convaincre Charles Quint, qui appose sa signature le 2 août 1552 à Munich.
Au cours de la campagne contre les Turcs, Henri IV reste à Gyor jusqu'à la fin novembre. En tant que grand-chancelier de Bohême, il participe activement à l'instauration d'une paix durable pour le Saint-Empire. Le 6 mai 1553, il parvient à unir les ligues d'Heidelberg et d'Egra.
Le 29 juin 1553, Henri IV et Maurice se rencontrent à Nordhausen et discutent des derniers détails de leur alliance contre Albert II de Brandebourg-Kulmbach. Peu de temps après, le 9 juillet 1553, Maurice est mortellement blessé à la bataille de Sievershausen, laissant à Henri IV le rôle de chef des alliés contre Albert II. Le 7 août 1553, il commence le siège d'Hof, qui est prise le 28 septembre mais reprise le 11 octobre par les troupes d'Albert II. Le 27 novembre, les alliés réussissent à reprendre Hof. Henri IV nomme Georg Wolf de Kotzau gouverneur de la ville. Commence alors le siège de Plassenbourg, près de Kulmbach, au cours duquel Henri IV meurt à Stadtsteinach, le matin du 19 mai 1554.
Il est enterré le 24 mai 1554 en l'église Saint-Jean de Plauen.

## Mariage et descendance
Henri IV de Plauen épouse le 29 août 1532 Marguerite de Salm-Neubourg (1517-1573), fille de Nicolas Ier de Salm-Neubourg (1459-1530) et d'Élisabeth de Rogendorf (1480-1550). Ils ont eu deux fils :
- Henri V (1533-1568), burgrave de Meissen, marié en 1555 à Dorothée de Brandebourg-Ansbach (1538-1604), sans descendance ;
- Henri VI (1536-1572), burgrave de Meissen, marié en 1564 à Catherine de Brunswick-Lunebourg (1548-1565), puis en 1566 à Anne de Poméranie-Stettin (1531-1592), sans descendance.

### Articles liés
- Maison Reuss
- Plauen